# امانوئل اولیسادبه
امانوئل اولیسدیب (لهستانی: Emmanuel Olisadebe؛ زادهٔ ۲۲ دسامبر ۱۹۷۸) یک بازیکن فوتبال، و ورزشکار اهل لهستان است.
وی همچنین در تیم ملی فوتبال لهستان بازی کرده‌است.